# السيراتوبسات الصغيرة
السيراتوبسات الصغيرة (الاسم العلمي: Bagaceratopidae)، وهي فصيلة منقرضة من ديناصورات السيراتوپسيَّات الحديثة. كانت موجودة خلال أواخر العصر الطباشيري، بين حوالي 85.8 و 70.6 مليون سنة مضت. تم تسميتها من قبل «أليفانوف» في عام 2003 ولكن لم يتم اقتراح أي تعريف لها. في عام 2005 وبسبب الافتقار إلى التعريف، اعتبر عالم ألاحياء القديمة بول سيرينو غير فعالة.
في عام 2003 صنف «أليفانوف» لهذه الفصيلة أربعة أجناس:
- الباغاسيراتوبس (Bagaceratops).
- البريفيسيراتوبس (Breviceratops).
- اللاماسيراتوبس (Lamaceratops).
- البلاتيسيراتوبس (Platyceratops).

وفي نشرة من عام 2008، أدرج أيضا في السيراتوبسات الصغيرة جنسي:
الماغنيروسترس (Magnirostris).
الغوبيسيراتوبس (Gobiceratops) الذي تم وصفه حديثا.
اقترح أليفانوف أيضًا أن السيراتوبسات الصغيرة، كان على عكس فصائل السيراتوپسيَّات الحديثة الأخرى، التي كانت أصولها آسيا القديمة.